# Роланд (Оклахома)
Роланд (енгл. Roland) град је у америчкој савезној држави Оклахома.

## Демографија
По попису из 2010. године број становника је 3.169, што је 327 (11,5%) становника више него 2000. године.
| Група             | 2000.         | 2010.         |
| Белци             | 2.069 (72,8%) | 2.243 (70,8%) |
| Афроамериканци    | 130 (4,6%)    | 163 (5,1%)    |
| Азијати           | 4 (0,1%)      | 6 (0,2%)      |
| Хиспаноамериканци | 88 (3,1%)     | 134 (4,2%)    |
| Укупно            | 2.842         | 3.169         |